# مادة (هندسة)
في الهندسة التطبيقية، المادة هي كل ما تشكل شيئًا. يمكن أن تكون المواد نقية أو غير نقية، ويمكن أن تكون حيوية أو غير حيوية. يمكن تصنيف المواد على أساس خواصها الفيزيائية والكيميائية، أو على أساس أصلها الجيولوجي أو وظيفتها البيولوجية. علم المواد هو دراسة المواد وتطبيقاتها.
يمكن معالجة المواد الخام بطرق مختلفة للتأثير على خصائصها، عن طريق تنقية المواد الأخرى أو تشكيلها أو إدخالها. يمكن إنتاج مواد جديدة من المواد الخام عن طريق الاصطناع.
في الصناعة، تعتبر المواد مدخلات لعمليات التصنيع لإنتاج منتجات أو مواد أكثر تعقيدًا.

## التصنيف حسب التركيب الذري
يمكن تصنيف المواد حسب تركيبها الذري:
- المواد المعدنية، التي تنطوي على رابطة معدنية : مواد صلبة وقابلة للتشوه. هذه معادن أو سبائك معدنية : الحديد والصلب والألمنيوم والنحاس والبرونز والحديد الزهر، إلخ. المعادن وسبائكها عادة ما تكون موصلات جيدة للحرارة والكهرباء، غير شفافة للضوء المرئي الذي تعكسه.
- المواد العضوية أو البوليمرات العضوية - الرابطة التساهمية والرابطة الثانوية : مواد مكونة من جزيئات تشكل سلاسل كربون طويلة، يسهل تشكيلها ونادرًا ما تتحمل درجات حرارة أعلى من 200 °C هذه مواد من أصل حيواني أو نباتي أو اصطناعي : خشب، قطن، صوف، ورق، كرتون، بلاستيك، مطاط، جلد، إلخ. هم دائما تقريبا عوازل حرارية وكهربائية.
- المواد المعدنية أو الخزفية - الرابطة الأيونية والرابطة التساهمية : مواد غير عضوية تتميز بمقاومتها الميكانيكية والحرارية (الحراريات). هذه هي الصخور أو السيراميك أو الزجاج : بورسلين، حجر طبيعي، جص، إلخ.
- المواد المركبة، هذه تجميعات من نوعين على الأقل من الأنواع الثلاثة للمواد التي سبق ذكرها، غير قابلة للمزج : البلاستيك المقوى بالألياف الزجاجية، ألياف الكربون أو كيفلر، الخشب الرقائقي، الخرسانة، الخرسانة المسلحة، إلخ.

## المميزات

### ميكانيكي
يمكن وصف المادة وفقًا للعديد من المعلمات :
- معامل مرونته.
- إجهاده (غالبًا ما يُشار إليه σ، وحدته هي باسكال. انظر موتر الإجهاد).
- ممطولية (تشوه) (انظر موتر التشوه؛ استطالة عند الانكسار).
- نسبة بواسون.
- صلادته.

في الوضع الخطي، يكون الضغط متناسبًا مع الإجهاد، وعامل التناسب هو على سبيل المثال معامل يونغ، يرمز ب E.
الإجهاد = معامل المرونة × تشوه.

### فيزيائي
فيما يلي بعض الخصائص الفيزيائية للمواد :
- الكثافة : تستخدم المواد ذات الكثافة العالية في تصنيع الوزن المعادل (الموازنة)، الحدافة،...، إلخ. وتستخدم تلك منخفضة الكثافة في ميدان الطيران، على سبيل المثال.
- معامل التمدد الحراري : تدخل حيز التنفيذ، على سبيل المثال للمواد المعرضة لاختلافات كبيرة في درجات الحرارة.
- حرارة كتلية : للمركِّمات الحرارية في المنازل.
- نقطة الإنصهار : المواد المراد صهرها (مثل المنصهرات الكهربائية).
- اللون، المظهر، الشكل، الخشونة.
- مساحة السطح الخاصة
- الموصلات الحرارية والكهربائية.
- المسامية والنفاذية.
- الاستقرار البعدي.

### امتثال
بصرف النظر عن هذا التوصيف لخصائص المادة، الذي يتطلب وسائل ثقيلة إلى حد ما متاحة فقط في مختبرات البحث، غالبًا ما يُطلب من الصناعي التحقق من مطابقة المادة فيما يتعلق بالمواصفات. : هي مراقبة الجودة وقت استلام المنتج (اختبارات ميكانيكية، فحص إنشائي، اختبارات غير إتلافية).

### كلفة
بشكل عام، بالنسبة لتطبيق معين، من المرجح أن تلبي العديد من المواد أو مجموعات المواد المواصفات. ومصمم، مهندس، مهندس المناظر الطبيعية أو المهندس المعماري ولذلك دعا إلى السعي للحصول على أفضل من حيث التكلفة / وظائف نسبة تنفيذها.